# دریاچه ابی
دریاچه ابی (انگلیسی: Ebi Lake) یک دریاچه در ولایت خودمختار بورتالا مغول استان سین‌کیانگ کشور چین است.